# Kurt Blanke
Kurt Blanke (* 18. November 1900 in Emden; † 28. Februar 1997 in Celle) war ein deutscher Jurist und Kommunalpolitiker (DP, CDU). Er war in den Jahren 1940 bis 1944 Kriegsverwaltungsbeamter im Verwaltungsstab des Militärbefehlshabers in Frankreich (MBF) und Leiter des Referats   „Entjudung“. Von 1964 bis 1973 war er Oberbürgermeister der niedersächsischen Stadt Celle.

## Leben

### Familie und Herkunft
Blanke wurde als Sohn eines evangelischen Pfarrers in Emden geboren. Nach dem Abitur am humanistischen Gymnasium in Emden wurde er am Ende des Ersten Weltkriegs zum Wehrdienst eingezogen. Wegen der kurzen Dienstzeit blieb ihm ein Fronteinsatz erspart. Anschließend studiert er in Würzburg, Münster, München und Göttingen Jura. 1922 wurde er von der Universität Göttingen mit der Arbeit „Über Rangordnung unter Forderungen insbesondere unter Nachlassverbindlichkeiten“ zum Dr. iur. promoviert. Nach seinem Studium trat er in den preußischen Staatsdienst ein und war zunächst als Amtsrichter in Bremerhaven und Hannover tätig. Ab 1926 wurde er als „Hilfsrichter“ in Celle eingesetzt. 1931 trat er in die Kanzlei des Celler Anwalts und Notars Hodo von Hodenberg ein, der sich später in Blankes Entnazifizierungsverfahren für ihn einsetzen wird und eine Ehrenerklärung („Persilschein“) abgeben sollte.:275

### Drittes Reich
Blanke trat zum 1. Mai 1933 der NSDAP (Mitgliedsnummer 2.622.120), dem NS-Rechtswahrerbund und der SA bei. Nach Kritik an den Novemberpogromen wurde er am 13. Januar 1939 durch das Gaugerichts der NSDAP Ost-Hannover aus der SA ausgeschlossen. Blanke wurde im April 1940 zur Wehrmacht einberufen und tat anfangs im Wehrmeldezentrum Celle Dienst. Daran schloss sich im Juli 1940 eine Tätigkeit in der Rechtsabteilung der Wehrkreisverwaltung Hannover an, in der er unter anderem einen Lehrgang zum Intendanturdienst absolvierte. Vermutlich aufgrund seiner Französischkenntnisse wurde Blanke als Jurist im September 1940 zur Militärverwaltung der besetzten Zone Frankreichs (Nordzone) nach Paris versetzt. Blanke war dort für Errichtung, Verwaltung und Durchführung der Judenverfolgung in wirtschaftlicher Hinsicht in Frankreich verantwortlich. Ab Frühjahr 1941 führt er die Aufsicht über den „Service du contrôle des administrateurs provisoires“ (SCAP), der französischen Behörde zur Durchführung der wirtschaftlichen Verfolgungsmaßnahmen gegen die Juden, die im Juni 1941 in das Commissariat Général aux Questions Juives eingegliedert wurde. Für seine Beteiligung an der Judenverfolgung in Frankreich musste sich Blanke nie vor einem Gericht verantworten. Ganz im Gegenteil: In seinem in der britischen Besatzungszone durchgeführten Entnazifizierungsverfahren wurde er in die Kategorie V („keine Bedenken“) und damit als völlig entlastet eingestuft.:276

### Leben im Nachkriegsdeutschland
Blanke war Vorsitzender des örtlichen Advokatenvereins und war 25 Jahre lang für das Justizprüfungsamt beim niedersächsischen Justizministerium tätig. Von 1957 bis 1977 war er Mitglied des Niedersächsischen Staatsgerichtshofs. Er wurde 1964 zum Stadtoberhaupt von Celle gewählt.
Für seine Verdienste als Kommunalpolitiker wurde er unter anderem mit dem Großen Bundesverdienstkreuz ausgezeichnet. Zwei Jahre nach seinem Tod beschloss der Rat der Stadt Celle, eine Straße nach Blanke zu benennen.
Anfang 2008 wies der Konstanzer Historiker Martin Jungius in seiner Dissertation Blankes Beteiligung an der Judenverfolgung in Frankreich während der deutschen Besetzung nach. Blanke, der am 14. November 1938 nach der Reichspogromnacht unter Protest aus der SA (Mitglied seit 9. Juli 1933, am 1. Mai 1938 als Adjutant in den Sturmbann II/7 berufen und wenig später zum Truppführer befördert) ausgetreten war und sich davor auch vor dem Obersten Parteigericht der NSDAP verantworten musste, war als Leiter des Referats „Entjudung“ in der Wirtschaftsabteilung unter Leitung von Elmar Michel, des Militärbefehlshabers  in Frankreich, für die Kontrolle und Durchsetzung der „Arisierung“ in der besetzten Zone Frankreichs verantwortlich. 
Als Konsequenz dieser Forschungsergebnisse beschloss der Rat der Stadt Celle Ende Mai 2008 – wie im Jahr zuvor schon beim früheren Stadtoberhaupt Ernst Meyer – die Umbenennung der Kurt-Blanke-Straße in Wildgarten.
Blankes Sohn Edzard Blanke war CDU-Politiker und Landtagspräsident.

## Auszeichnungen
- 1969: Großes Bundesverdienstkreuz
- 1979: Großes Verdienstkreuz des Niedersächsischen Verdienstordens
- 1999: Benennung einer Straße in Celle (2008 umbenannt)